# Grande Prêmio do Japão de 2006
Resultados do Grande Prêmio do Japão de Fórmula 1 realizado em Suzuka em 8 de outubro de 2006. Décima sétima etapa do campeonato, foi vencido pelo espanhol Fernando Alonso, da Renault, com Felipe Massa em segundo pela Ferrari e Giancarlo Fisichella em terceiro, também pela Renault.

## Resumo
- Depois de seis anos, desde o Grande Prêmio da França de 2000, Michael Schumacher volta a ter um motor estourado. O abandono acabou sendo decisivo para o título de Fernando Alonso.
- Última vitória da Michelin na Fórmula 1.
- Último pódio de Giancarlo Fisichella na Renault, além de ser o último dele na temporada.

## Pilotos de sexta-feira
| Construtor          | N° | Piloto              |
| ------------------- | -- | ------------------- |
| Williams-Cosworth   | 35 | Narain Karthikeyan  |
| Honda               | 36 | Anthony Davidson    |
| Red Bull-Ferrari    | 37 | Michael Ammermüller |
| BMW Sauber          | 38 | Sebastian Vettel    |
| Midland-Toyota      | 39 | Adrian Sutil        |
| Toro Rosso-Cosworth | 40 | Neel Jani           |
| Super Aguri-Honda   | 41 | Franck Montagny     |

## Classificação da prova

### Treinos classificatórios
| Pos.   | Nº | Piloto               | Equipe              | Q1        | Q2       | Q3       | Grid |
| ------ | -- | -------------------- | ------------------- | --------- | -------- | -------- | ---- |
| 1      | 6  | Felipe Massa         | Ferrari             | 1:30.112  | 1:29.830 | 1:29.599 | 1    |
| 2      | 5  | Michael Schumacher   | Ferrari             | 1:31.279  | 1:28.954 | 1:29.711 | 2    |
| 3      | 7  | Ralf Schumacher      | Toyota              | 1:30.595  | 1:30.299 | 1:29.989 | 3    |
| 4      | 8  | Jarno Trulli         | Toyota              | 1:30.420  | 1:30.204 | 1:30.039 | 4    |
| 5      | 1  | Fernando Alonso      | Renault             | 1:30.976  | 1:30.357 | 1:30.371 | 5    |
| 6      | 2  | Giancarlo Fisichella | Renault             | 1:31.696  | 1:30.306 | 1:30.599 | 6    |
| 7      | 12 | Jenson Button        | Honda               | 1:30.847  | 1:30.268 | 1:30.992 | 7    |
| 8      | 11 | Rubens Barrichello   | Honda               | 1:31.972  | 1:30.598 | 1:31.478 | 8    |
| 9      | 16 | Nick Heidfeld        | BMW Sauber          | 1:31.811  | 1:30.470 | 1:31.513 | 9    |
| 10     | 10 | Nico Rosberg         | Williams-Cosworth   | 1:30.585  | 1:30.321 | 1:31.856 | 10   |
| 11     | 3  | Kimi Räikkönen       | McLaren-Mercedes    | 1:32.080  | 1:30.827 |          | 11   |
| 12     | 17 | Robert Kubica        | BMW Sauber          | 1:31.204  | 1:31.094 |          | 12   |
| 13     | 4  | Pedro de la Rosa     | McLaren-Mercedes    | 1:31.581  | 1:31.254 |          | 13   |
| 14     | 9  | Mark Webber          | Williams-Cosworth   | 1:31.647  | 1:31.276 |          | 14   |
| 15     | 20 | Vitantonio Liuzzi    | Toro Rosso-Cosworth | 1:31.741  | 1:31.943 |          | 15   |
| 16     | 19 | Christijan Albers    | Midland-Toyota      | 1:32.221  | 1:33.750 |          | 16   |
| 17     | 14 | David Coulthard      | Red Bull-Ferrari    | 1:32.252  |          |          | 17   |
| 18     | 15 | Robert Doornbos      | Red Bull-Ferrari    | 1:32.402  |          |          | 18   |
| 19     | 21 | Scott Speed          | Toro Rosso-Cosworth | 1:32.867  |          |          | 19   |
| 20     | 22 | Takuma Sato          | Super Aguri-Honda   | 1:33.666  |          |          | 20   |
| 21     | 18 | Tiago Monteiro       | Midland-Toyota      | 1:33.709  |          |          | 21   |
| 22     | 23 | Sakon Yamamoto       | Super Aguri-Honda   | Sem tempo |          |          | 22   |
| Fonte: |    |                      |                     |           |          |          |      |

### Corrida

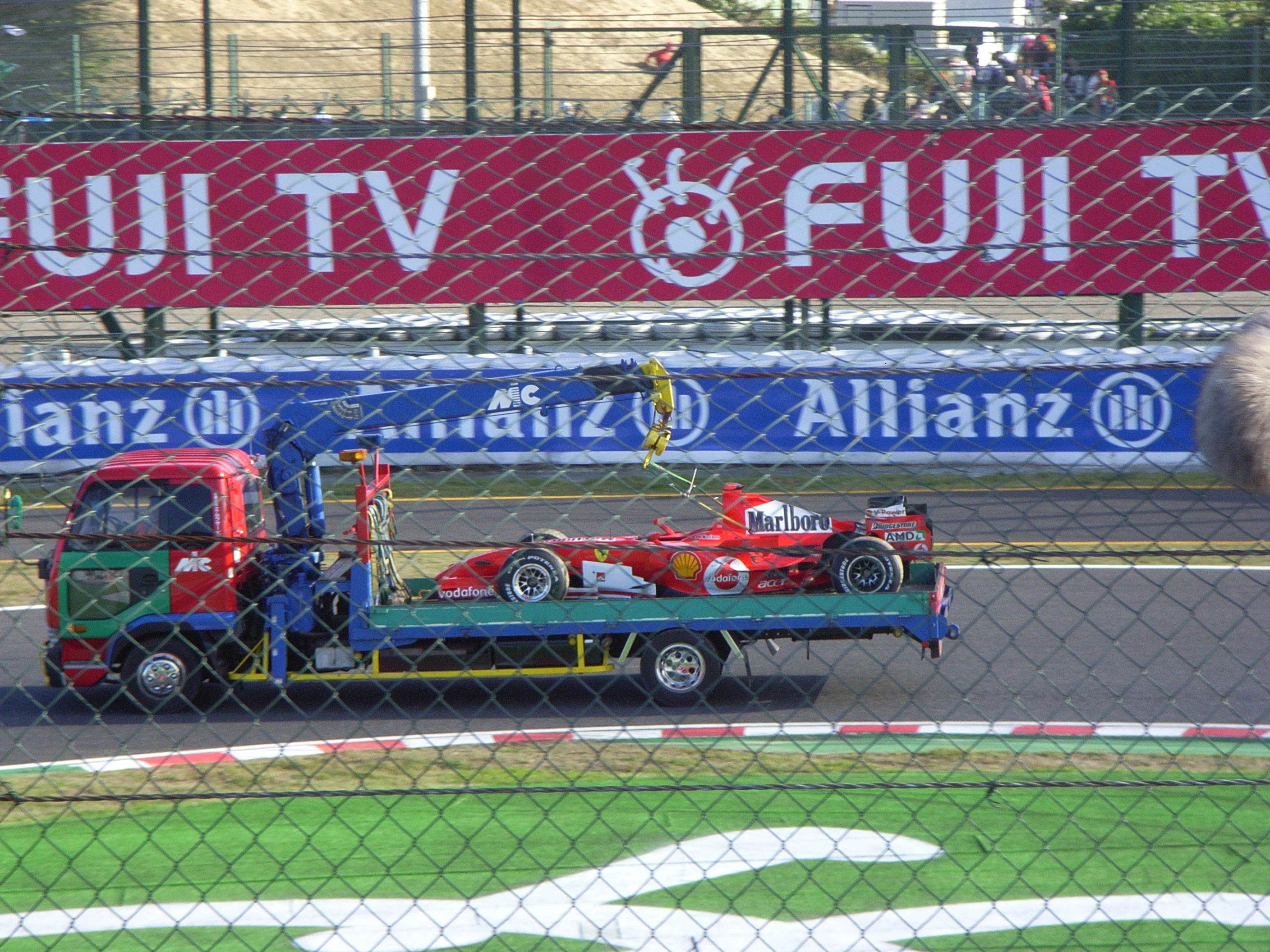
Fiscais levam a Ferrari de Michael Schumacher aos boxes depois que uma quebra de motor custou-lhe a liderança da corrida e deu 10 pontos de vantagem a Fernando Alonso no Mundial de Pilotos restando uma corrida a disputar.

| Pos.   | Nº | Piloto               | Construtor          | Voltas | Tempo/Diferença     | Grid | Pontos |
| ------ | -- | -------------------- | ------------------- | ------ | ------------------- | ---- | ------ |
| 1      | 1  | Fernando Alonso      | Renault             | 53     | 1:23:53.413         | 5    | 10     |
| 2      | 6  | Felipe Massa         | Ferrari             | 53     | + 16.151            | 1    | 8      |
| 3      | 2  | Giancarlo Fisichella | Renault             | 53     | + 23.953            | 6    | 6      |
| 4      | 12 | Jenson Button        | Honda               | 53     | + 34.101            | 7    | 5      |
| 5      | 3  | Kimi Räikkönen       | McLaren-Mercedes    | 53     | + 43.596            | 11   | 4      |
| 6      | 8  | Jarno Trulli         | Toyota              | 53     | + 46.717            | 4    | 3      |
| 7      | 7  | Ralf Schumacher      | Toyota              | 53     | + 48.869            | 3    | 2      |
| 8      | 16 | Nick Heidfeld        | BMW Sauber          | 53     | + 1:16.095          | 9    | 1      |
| 9      | 17 | Robert Kubica        | BMW Sauber          | 53     | + 1:16.932          | 12   |        |
| 10     | 10 | Nico Rosberg         | Williams-Cosworth   | 52     | + 1 volta           | 10   |        |
| 11     | 4  | Pedro de la Rosa     | McLaren-Mercedes    | 52     | + 1 volta           | 13   |        |
| 12     | 11 | Rubens Barrichello   | Honda               | 52     | + 1 volta           | 8    |        |
| 13     | 15 | Robert Doornbos      | Red Bull-Ferrari    | 52     | + 1 volta           | 18   |        |
| 14     | 20 | Vitantonio Liuzzi    | Toro Rosso-Cosworth | 52     | + 1 volta           | 15   |        |
| 15     | 22 | Takuma Sato          | Super Aguri-Honda   | 52     | + 1 volta           | 20   |        |
| 16     | 18 | Tiago Monteiro       | Midland-Toyota      | 51     | + 2 voltas          | 21   |        |
| 17     | 23 | Sakon Yamamoto       | Super Aguri-Honda   | 50     | + 3 voltas          | 22   |        |
| 18     | 21 | Scott Speed          | Toro Rosso-Cosworth | 48     | Direção hidráulica  | 19   |        |
| Ret    | 9  | Mark Webber          | Williams-Cosworth   | 39     | Acidente            | 14   |        |
| Ret    | 5  | Michael Schumacher   | Ferrari             | 36     | Motor               | 2    |        |
| Ret    | 14 | David Coulthard      | Red Bull-Ferrari    | 35     | Câmbio              | 17   |        |
| Ret    | 19 | Christijan Albers    | Midland-Toyota      | 20     | Eixo de transmissão | 16   |        |
| Fonte: |    |                      |                     |        |                     |      |        |

## Tabela do campeonato após a corrida
| Pos.   | Piloto               | Pontos |
| ------ | -------------------- | ------ |
| 1      | Fernando Alonso      | 126    |
| 2      | Michael Schumacher   | 116    |
| 3      | Felipe Massa         | 70     |
| 4      | Giancarlo Fisichella | 69     |
| 5      | Kimi Räikkönen       | 61     |
| Fonte: |                      |        |

| Pos.   | Construtor       | Pontos |
| ------ | ---------------- | ------ |
| 1      | Renault          | 195    |
| 2      | Ferrari          | 186    |
| 3      | McLaren-Mercedes | 105    |
| 4      | Honda            | 78     |
| 5      | BMW Sauber       | 36     |
| Fonte: |                  |        |

- Nota: Somente as primeiras cinco posições estão listadas.